# Christian-von-Dohm-Gymnasium
Das Christian-von-Dohm-Gymnasium (CvD) ist ein staatliches allgemeinbildendes Gymnasium in Goslar in Niedersachsen mit neusprachlichem und mathematisch-naturwissenschaftlichem Zweig.

## Geschichte
1804 gründete der für Goslar zuständige preußische Verwaltungsbeamte Christian von Dohm, ein Anhänger aufklärerischer Ideen und in seinen Publikationen Befürworter jüdischer Emanzipation, eine schulgeldfinanzierte Schule für „höhere Töchter“. Von Dohm war einer der bedeutendsten Reformer in der Geschichte der Stadt, er brachte einen wirtschaftlichen Aufschwung nach jahrzehntelanger Krise und Depression. 1971 wurde in der „Christian-von-Dohm-Schule, Neusprachliches Gymnasium für Mädchen“ die Koedukation eingeführt, d. h. seitdem dürfen auch Jungen an der Schule ihr Abitur machen. 1975 zog das Gymnasium in das neu erbaute Schulzentrum „Goldene Aue“ im Stadtteil Baßgeige ein. Ein 2024 fertiggestellter Neubau des Schulzentrums konnte mit Beginn des Schuljahres 2024/25 bezogen werden. Der Altbau aus dem Jahr 1975 wurde abgerissen.

## Angebot
Als regelmäßige freiwillige Arbeitsgemeinschaften werden angeboten: Chor, DELF (französisches Sprachdiplom), Hilfe durch Schüler, Orchester, Homepage, Jugend trainiert für Olympia, Schulsanitätsdienst. Das CvD wurde für sein Konzept zur Begabten- und Interessensförderung mit dem „Naturwissenschaftlichen Nachmittag am Mittwoch“ mit etwa zehn AGs unter anderen Chemie-Schnupperkurs, Chemie-Schauversuche, Biologie, Physik & Technik, Schüler experimentieren & Jugend forscht sowie weiteren naturwissenschaftlichen Arbeitsgemeinschaften mehrfach ausgezeichnet.
In den 5. und 6. Kassen werden Profilklassen in den Naturwissenschaften (Energie Scouts) und Musik (Chor) angeboten.
Das Gymnasium nimmt teil am Erasmus (früher: Comenius)-Programm der Europäischen Union und ist offizielle Europaschule,  Internationale Nachhaltigkeitsschule / Umweltschule in Europa und im Mitglied im Hochbegabtenverbund Goslar. Seit 2014 ist das CvD MINT-EC Schule im Netzwerk Verein mathematisch-naturwissenschaftlicher Excellence-Center an Schulen und somit berechtigt, das MINT-EC-Zertifikat zur Auszeichnung von Abiturientinnen und Abiturienten zu verleihen. Das CvD unterhält eine Partnerschaft mit der Technischen Universität Clausthal, Hochschule Harz und dem Energiforschungszentrum Goslar. Der Ehemaligenverein „Dohmianer“ vernetzt die Absolventen der Schule. Der Verein „Jungforscher am CvD“ unterstützt die Aktivitäten, Auftritte und naturwissenschaftlichen Projekte im MINT-Bereich.
Als offene Ganztagsschule bietet das CvD eine große Schülerbibliothek, zwei PC-Räume, eine Mensa und ein Selbstlernzentrum.

## Austauschprogramme
- Liceo Marconi in Conegliano, Region Veneto, Italien
- Glendora High School in Glendora (Kalifornien), U.S.A.
- Kempelen Farkas Gimnazium Budapest, Ungarn

## Bekannte Schüler und Lehrer
- Gustav Hausmann (1827–1899), Architektur- und Landschaftsmaler[7]
- Sigmar Gabriel (* 1956; als Referendar am Christian-von-Dohm-Gymnasium), Politiker (SPD)
- Astrid Kaiser (* 1948), Erziehungswissenschaftlerin
- Francis Donald Klingender (1907–1955), britischer Soziologe und Kunsthistoriker
- Peter Plate (* 1967), Songschreiber und Sänger der Musikgruppe Rosenstolz
- Urte Schwerdtner (* 1963), Oberbürgermeisterin von Goslar
- Marc Weigert (* 1970), Filmproduzent in den USA, Emmy Award-Gewinner

## Auszeichnungen mit bundesweitem Charakter
- 2010 Sonderpreis des Bundespräsidenten für eine „Jugend forscht“-Arbeit in der Kategorie Chemie[8]
- 5. Platz Jugend forscht – Biologie (2013)
- 4. Platz Jugend forscht – Mathematik  (2013)
- 1. Platz Siemenspreis (2011)
- 1. BundesumweltWettbewerb II (2011)
- 1. Platz Christopherus-Mission (2011)
- Kaiser Friedrich Preis – Nachwuchsforscher (2009)
- Jugend forscht Schule 2012
- MINT-EC Schule (seit 2014)
- Internationale Nachhaltigkeitsschule / Umweltschule in Europa – Niedersachsen (seit 2009)
- Ideenexpo (Messestand und Schülerworkshops, 2009, 2011 mit VW, 2013, 2015, 2017, 2019, 2022, 2024)
- Partnerschule Autostadt Wolfsburg (2011)
- Jugend forscht Talentförderer des Jahres (LK C. Kempe, 2012)
- Science on Stage – Bundessieger und Europafinale (LK U. Eckhof & LK F. Walter, 2012/13, 2014/15, 2016/17)
- European Science teacher of Europe (LK U. Eckhof & LK F. Walter, 2015, Queen Mary University London, UK)[9]
- Lehrerpreis Land Niedersachsen der Stiftung NiedersachsenMetall (F. Walter, 2015)[10]
- Botschafter für Science on Stage Europe (seit F. Walter, 2016)

Beim Wettbewerb Jugend forscht hatte das Gymnasium regelmäßig zahlreiche Siege auf regionaler und Landesebene zu verzeichnen. Regelmäßige Teilnahmen an diversen Wettbewerben, wie MINT Olympiaden (Chemie), Dechema und Mathewettbewerbe (Pangea & Känguru). Regelmäßige Messeauftritte auf der  Ideenexpo Hannover, Didacta-Bildungsmesse, Energiemesse Goslar, Jagd & Pferd Hannover, Museumstage, Winterlicher Rammelsberg (Bergwerk & Museum – UNESCO-Weltkulturerbe) und Tag der Niedersachsen – Goslar, 2013.
Darüber hinaus verfügt das Gymnasium über das Prädikat Schule ohne Rassismus – Schule mit Courage.

## Einbruch mit landesweiter Störung der Abiturprüfungen
In der Nacht zum 11. April 2024 wurde das Christian-von-Dohm-Gymnasium Ziel eines Einbruchs, der die an diesem Tag stattfindenden Abiturprüfungen in Niedersachsen beeinträchtigte. Unbekannte durchsuchten mehrere Räume und brachen auch einen Tresor auf, in dem Prüfungsaufgaben des Faches Politik-Wirtschaft aufbewahrt wurden. Es wurde am Morgen festgestellt, dass die Abiturklausuren aus dem Tresor und aus dem versiegelten Umschlag genommen worden waren und auf dem Pausenhof lagen. Das Kultusministerium Niedersachsen forderte die Schulen auf, die zentral festgelegten Prüfungsaufgaben nicht auszuteilen oder wieder einzusammeln. Im Laufe des Vormittags wurden neue Aufgaben zur Verfügung gestellt.